# Cirolana cingulata
Cirolana cingulata là một loài chân đều trong họ Cirolanidae. Loài này được Barnard miêu tả khoa học năm 1920.